# カン・ソンヒョ
カン・ソンヒョ（10月18日 - ）は大阪府出身の俳優である。

## 人物
- 血液型・O型。身長・180cm、体重・67kg。
- 特技は韓国語、サッカー（Ｃ級コーチライセンス所持）。
- 2008年より芸能活動開始。
- ドラマ「遺品整理人 谷崎藍子」「科捜研の女」にも出演。

## 出演

### 映画
- 怒り(2016年)
- キセキの葉書(2017年)

### ドラマ
- 科捜研の女12 第3話（テレビ朝日/2013年-2014年）森雄太役
- ワンミニッツストーリー（MBS/2014年）若林直人役
- スペシャリスト2（テレビ朝日/2014年）出水宣郎役
- 遺品整理人 谷崎藍子5 遺体なき殺人（MBS/2015年）室田邦夫役
- 科捜研の女15 第8話（テレビ朝日/2015年-2016年）宇部充役

### CM
- ダイキン
- サッポロ一番
- 池田泉州銀行
- 白鶴酒造
- eo光テレビ
- ケイオプティコム
- サカイ引越センター
- 大阪ガス

### 舞台
- 吉本百年物語 9月公演 焼け跡、青春手帖(2012年）

- てん、てこ、まい。〜芸人長屋は春爛漫〜(浪花人情紙風船団/2017年)

- 不思議な、な。〜人情女探偵七變化〜(浪花人情紙風船団/2018年)

- gekiGeki 3rd『大泥棒 -O dorobow- 』(ゲキゲキ/劇団『劇団』/2018年)

- gekiGeki　4th『3人芝居クリスマスケース』(ゲキゲキ/劇団『劇団』/2018年)

- 伊丹想流劇塾 第2期生公演『憂歌2019』(AI・HALL自主企画/2019年)

- MousePiece-ree 本公演　『gift魂』(MousePiece-ree/2019年)

- 万博設計10『砂利はポルカで踊る』

(万博設計/2020年)

### スチールモデル
- あべのハルカス近鉄百貨店
- びわ湖バレイ
- ブレスケア

### 情報番組
- 魔法のレストラン(MBS)
- 助けて！きわめびと(NHK)
- 池上彰のどーなる？ジャーナル(MBS)

### Web
- onigiri（2016年）
- 蜃気楼の犬（2016年）